# Zscaler
Zscaler est une société de sécurité du cloud, basée à San José, en Californie. La société propose des services de sécurité du cloud pour les entreprises.

## Histoire
Zscaler est fondée en 2007 par Jay Chaudhry et K. Kailash. En août 2012, Zscaler obtient un financement de 38 millions de dollars auprès d'investisseurs stratégiques. En mars 2018, la société est introduite en bourse et lève 192 millions de dollars. La société est cotée au Nasdaq sous le symbole ZS. L'action Zscaler est ajoutée au Nasdaq-100 le 17 décembre 2021.

## Acquisitions
| Nom               | Date       | Description                                                                                |
| ----------------- | ---------- | ------------------------------------------------------------------------------------------ |
| TrustPath         | Août 2018  | Intelligence artificielle et technologie d'apprentissage automatique pour la cybersécurité |
| Appliquer         | Mai 2019   | Technologie d'isolation du navigateur cloud                                                |
| Cloudneeti        | Avril 2020 | Technologie de gestion de la posture de sécurité dans le cloud (CSPM)                      |
| Edgewise Networks | Mai 2020   | Communications Zero Trust pour les applications, les services et les charges de travail    |
| Trustdome         | avril 2021 | Technologie Cloud Infrastructure Entitlement Management (CIEM)                             |
| Smokescreen       | juin 2021  | Technologie de défense active pour la prévention des cybermenaces                          |
| ShiftRight        | juin 2022  | Automatisation du workflow en boucle fermée                                                |